# Andersbo Liss-sjön
Andersbo Liss-sjön är en sjö i Östhammars kommun i Uppland och ingår i Forsmarksåns huvudavrinningsområde. Sjön har en area på 0,0487 kvadratkilometer och ligger 28 meter över havet. Andersbo Liss-sjön ligger i Florarna Natura 2000-område.

## Delavrinningsområde
Andersbo Liss-sjön ingår i det delavrinningsområde (668898-161518) som SMHI kallar för Ovan Fälarån. Medelhöjden är 33 meter över havet och ytan är 45,14 kvadratkilometer. Det finns inga avrinningsområden uppströms utan avrinningsområdet är högsta punkten. Avrinningsområdets utflöde Forsmarksån (Långan) mynnar i havet. Avrinningsområdet består mestadels av skog (56 procent) och sankmarker (38 procent). Avrinningsområdet har 1,31 kvadratkilometer vattenytor vilket ger det en sjöprocent på 2,9 procent.